# Droga wojewódzka nr 644
Droga wojewódzka nr 644 (DW644) – droga wojewódzka w Polsce w województwie pomorskim, w powiecie tczewskim o długości 5 km. Łączy Morzeszczyn z Majewem. Stanowi połączenie między drogami 234 i 623.

## Miejscowości leżące przy trasie DW644
- Morzeszczyn
- Królów Las
- Majewo